# Pigadítsa
Pigadítsa är en ort i Grekland.   Den ligger i prefekturen Nomós Grevenón och regionen Västra Makedonien, i den centrala delen av landet, 300 km nordväst om huvudstaden Aten. Pigadítsa ligger 722 meter över havet och antalet invånare är 185.
Terrängen runt Pigadítsa är huvudsakligen kuperad, men norrut är den platt. Terrängen runt Pigadítsa sluttar norrut. Runt Pigadítsa är det ganska glesbefolkat, med 32 invånare per kvadratkilometer. Närmaste större samhälle är Grevená, 11,2 km norr om Pigadítsa. Trakten runt Pigadítsa består till största delen av jordbruksmark.